# باغ لطيفان (بيش كوه زلاغي)
باغ لطیفان (بالفارسية: باغ لطفیان) هي منطقة سكنية تقع في إيران في قسم بیش کوه زلاغي الریفي. يقدر عدد سكانها بـ 257 نسمة بحسب إحصاء 2016.